# ICD-10 Kapitel III - Sygdomme i blod og bloddannende organer og visse sygdomme, som inddrager immunsystem
ICD-10 Kapitel III – Sygdomme i blod og bloddannende organer og visse sygdomme, som inddrager immunsystem er det tredje kapitel i ICD-10 kodelisten. Kapitlet indeholder sygdomme i blod og bloddannende organer.
| Kapitel III – Sygdomme i blod og bloddannende organer og visse sygdomme, som inddrager immunsystem (D50-D89) |
| D50-D53 - Ernæringsbetingede anæmier                                                                         |
| --- |
| D50 - Jernmangelanæmi                                                                                        |
| D51 - Anæmi forårsaget af vitamin B12-mangel                                                                 |
| D52 - Anæmi forårsaget af folinsyremangel                                                                    |
| D53 - Andre ernæringsbetingede anæmier                                                                       |
| D55-D59 – Hæmolytiske anæmier                                                                                |
| D55 - Anæmi forårsaget af enzymatiske forstyrrelser                                                          |
| D56 - Talassæmier                                                                                            |
| D57 - Seglcellesygdomme                                                                                      |
| D58 - Andre arvelige hæmolytiske anæmier                                                                     |
| D59 - Erhvervede hæmolytiske anæmier                                                                         |
| D60-D64 – Aplastiske og andre anæmier                                                                        |
| D60 - Erhvervet pure red cell aplasi                                                                         |
| D61 - Andre aplastiske anæmier                                                                               |
| D62 - Akut anæmi efter blødning                                                                              |
| D63 - Anæmi ved kroniske sygdomme klassificeret andetsteds                                                   |
| D64 - Andre anæmier                                                                                          |
| D65-D69 – Koagulationsdefekter, purpura og andre hæmoragiske tilstande                                       |
| D65 - Dissemineret intravaskulær koagulation                                                                 |
| D66 - Arvelig faktor VIII-mangel                                                                             |
| D67 - Arvelig faktor IX-mangel                                                                               |
| D68 - Andre koagulationsdefekter                                                                             |
| D69 - Purpura og andre tilstande med blødningstendens                                                        |
| D70-D77 – Andre sygdomme i blod og bloddannende organer                                                      |
| D70 - Manglende hvide blodlegemer                                                                            |
| D71 - Funktionelle forstyrrelser i polymorfkærnede neutrofile celler                                         |
| D72 - Andre forstyrrelser i hvide blodlegemer                                                                |
| D73 - Sygdomme i milten                                                                                      |
| D74 - Methæmoglobinæmi                                                                                       |
| D75 - Andre sygdomme i blod og bloddannende organer                                                          |
| D76 - Andre sygdomme, der involverer lymforetikulære og retikulohistiocytære væv                             |
| D77 - Andre sygdomme i blod og bloddannende organer ved sygdomme klassificeret andetsteds                    |
| D80-D89 – Visse forstyrrelser i immunsystem                                                                  |
| D80 - Immundefekt med overvejende antistofmangel                                                             |
| D81 - Kombinerede immundefekter                                                                              |
| D82 - Immundefekt i forbindelse med andre alvorlige defekter                                                 |
| D83 - Almindelige variable immundefekter                                                                     |
| D84 - Andre immundefekter                                                                                    |
| D86 - Sarkoidose                                                                                             |
| D89 - Andre forstyrrelser i immunsystemet IKA                                                                |

| Lægevidenskab | Spire Denne artikel om lægevidenskab er en spire som bør udbygges. Du er velkommen til at hjælpe Wikipedia ved at udvide den. |